# Wenzel Raus
Wenzel Raus (* 20. August 1821 in Wolframitz in Mähren; † 20. April 1870 in Wien) war ein österreichischer Mediziner und Politiker.

## Leben
Der Sohn des Viertellöhners Cajetan Raus studierte von 1842 bis 1847 Medizin an der Universität Wien und wurde dort 1848 zum Dr. med. promoviert. Er arbeitete als Regimentsarzt.
Vom 30. September 1848 bis 18. Juni 1849 war Raus für den Wahlkreis Znaim/Mähren in Kromau Mitglied der Frankfurter Nationalversammlung in der Fraktion Deutscher Hof. Er war Mitglied des Rumpfparlaments und Schriftführer des Centralmärzvereins.